# Stadhouderskade 149-150
Stadhouderskade 149-150 betreft een tweetal (bijna) gelijke panden aan de Stadhouderskade/Singelgracht te Amsterdam-Zuid, de Pijp.
De panden zijn symmetrisch ontworpen door de aannemers, architecten en makelaars Jan Willem Hartgerink en Hendrik Dirks Kramer, die hier veel panden hebben neergezet. In 1884 plaatsten ze advertentie voor twee eerste klasse herenhuizen met huurprijzen van 1800 tot 2000 gulden. De gebouwen vertonen gelijkenis met meerdere gebouwen aan de Stadhouderskade. Zo zijn er bakstenen versieringen onder de dakplinten, die ook te vinden zijn aan Stadhouderskade 137-139 en Hemonystraat 7. Deze twee gebouwen zijn echter luxueuzer met hun relatief grote erkers, de heren woonden hier namelijk in eerste instantie zelf (Hartgerink op 149, Kramer op 150). Andere details zijn de wit uitgevoerde pilasters
In het gebouw Stadhouderskade 149 hebben twee gezinnen gewoond die het Naziregime uit de Tweede Wereldoorlog niet hebben overleefd: het gezin rond Alice Prins (zie daar) en dat van Mouritz de Vries. Mouritz en Griet de Vries-Polak werden op 16 april 1943 omgebracht in vernietigingskamp Sobibór. Ook Jacob Pieter Moltzer, bestuurslid van de Nieuw-Malthusiaanschen Bond en rechtsgeleerde, woonde hier enige tijd.  
In gebouw Stadhoudeerskade 150 voerde huisarts Rijk Kramer (zoon van de architect) enige tijd praktijk. Voor hem is een inscriptie in de gevel gemaakt. Hij volgde een van de eerdere huurders op belastingcontroleur Johannes Hermanus Simon. 
Oost ·
160 ·
158 ·
157 ·
156 ·
155 ·
151-154 ·
149-150 ·
145-146 ·
142-144 ·
140-141 ·
137-139 ·
135-136 ·
130-134 ·
129 ·
128 ·
125-127 ·
123-124 ·
116-122 ·
115 ·
110-113 ·
100-101 ·
97 ·
95-96 ·
93-94 ·
92 ·
91 ·
89-90 ·
87-88 ·
86 ·
85 ·
84 ·
82-83 ·
78-79 ·
77 ·
Heineken Brouwerij ·
74 ·
72-73 ·
69-70 ·
68 ·
67 ·
65-66 ·
64 ·
62-63 ·
60-60a ·
58-59 ·
56-57 ·
Willemshuis ·
Van Nispenhuis ·
Kapel van Sint Josephs Gezellen-Vereeniging ·
54 ·
52-53 ·
47-49 ·
Carel Willinkplantsoen ·
Polderhuis ·
Ruysdaelkade 2-4 ·
Judith Leysterbrug ·
42 (Rijksmuseum) ·
40-41 ·
31-35 ·
30 ·
29 ·
Park Centraal Amsterdam ·
Stedemaagd (Vondelpark) ·
Byzantium ·
Koepelkerk ·
12 (Marriott) ·
Persilhuis ·
7 ·
5 ·
3 ·
1 ·
West